# Saint-Germain (Aube)
Saint-Germain – miejscowość i gmina we Francji, w regionie Grand Est, w departamencie Aube.
Według danych na rok 1990 gminę zamieszkiwały 1763 osoby, a gęstość zaludnienia wynosiła 128 osób/km².

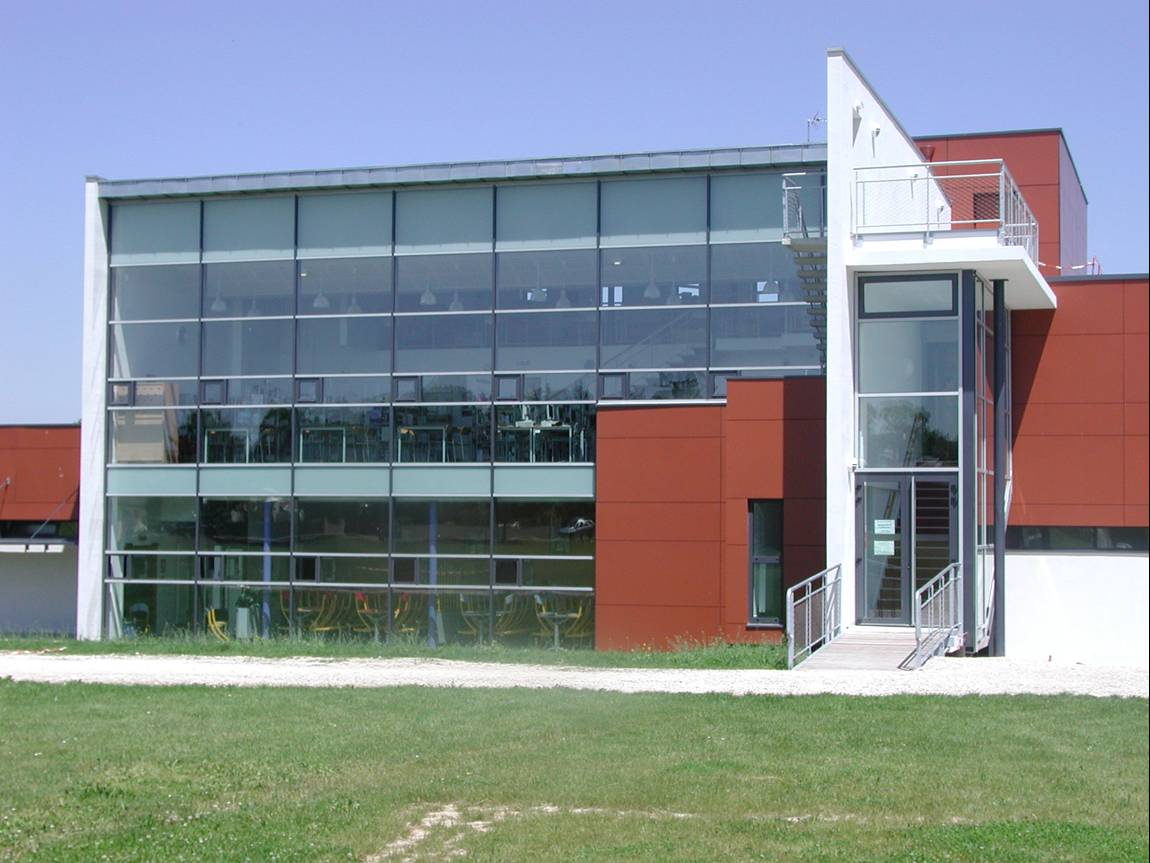
Biblioteka w Saint-Germain, 2004